# Arte romana em Portugal

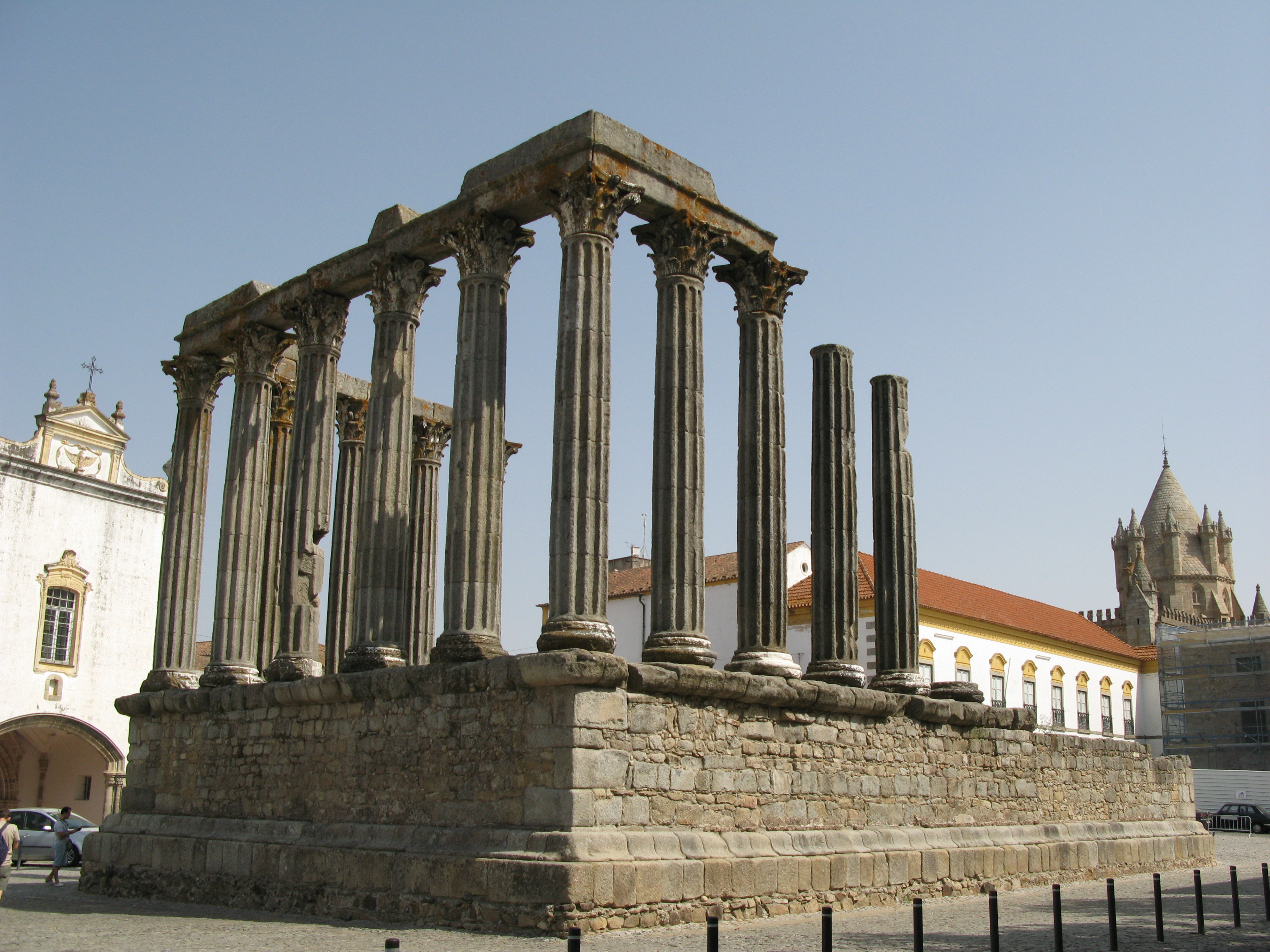
Templo romano de Évora, chamado Templo de Diana, símbolo da presença romana em Portugal, construído no século I d.C. na praça principal (fórum) de Évora - então Liberatias Iulia - e modificado nos séculos II e III. Évora.

A arte romana resume toda a arte antiga em Portugal, que se desenvolveu durante a ocupação romana a partir dos finais do século III a.C..

## História da Arte Antiga De Portugal

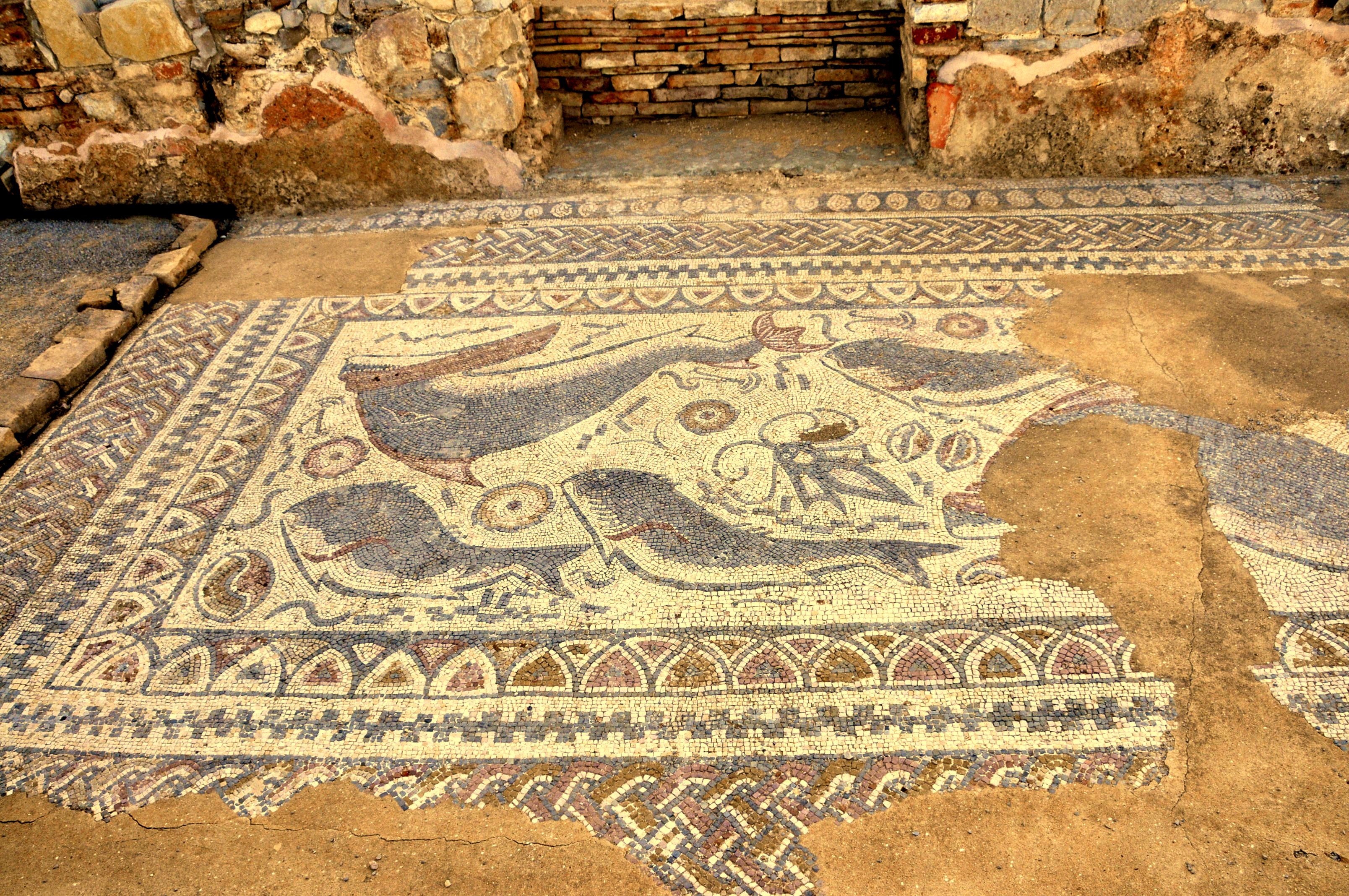
Pavimento de mosaico nas ruínas romanas de Milreu, Estoi (Faro)

No âmbito da Segunda Guerra Púnica que pôs frente a frente Roma e Cartago, no ano de 218 a.C. o Império Romano alargou-se até ao sul da Península Ibérica. Começou desta forma a romanização da Península.
Na Península Ibérica a Romanização ocorreu concomitantemente com a conquista, tendo progredido desde a costa mediterrânica até ao interior e à costa do Oceano Atlântico. Para esse processo de aculturação foram determinantes a expansão do latim e a fundação de inúmeras cidades, tendo como agentes, a princípio, os legionários e os comerciantes.
Os primeiros, ao se miscigenarem com as populações nativas, constituíam famílias, fixando os seus usos e costumes, ao passo que os segundos iam condicionando a vida econômica, em termos de produção e consumo. Embora não se tenha constituído uma sociedade homogénea na Península, durante os seis séculos de romanização registraram-se momentos de desenvolvimento mais ou menos acentuado, atenuando, sem dúvida, as diferenças étnicas do primitivo povoamento.
A língua latina acabou por se impor como língua oficial, funcionando como factor de ligação e de comunicação entre os vários povos. As povoações, até aí predominantemente nas montanhas, passaram a surgir nos vales ou planícies, habitando casas de tijolo cobertas com telha. Como exemplo de cidades que surgiram com os Romanos, temos Braga (Bracara Augusta), Beja (Pax Julia), Conímbriga e Chaves (Aquae Flaviae).
A indústria desenvolveu-se, sobretudo a olaria, as minas, a tecelagem, as pedreiras, o que ajudou a desenvolver também o comércio, surgindo feiras e mercados, com a circulação da moeda e apoiado numa extensa rede viária (as famosas "calçadas romanas", de que ainda há muitos vestígios no presente) que ligava os principais centros de todo o Império.
A influência romana fez-se sentir também na religião e nas manifestações artísticas.
Tratou-se, pois, de uma influência profunda, sobretudo a sul, zona primeiramente conquistada. Os principais agentes foram os mercenários que vieram para a Península, os grandes contingentes militares romanos aqui acampados, a acção de alguns chefes militares, a imigração de romanos para a Península, a concessão da cidadania romana.

## Arte romana em Portugal

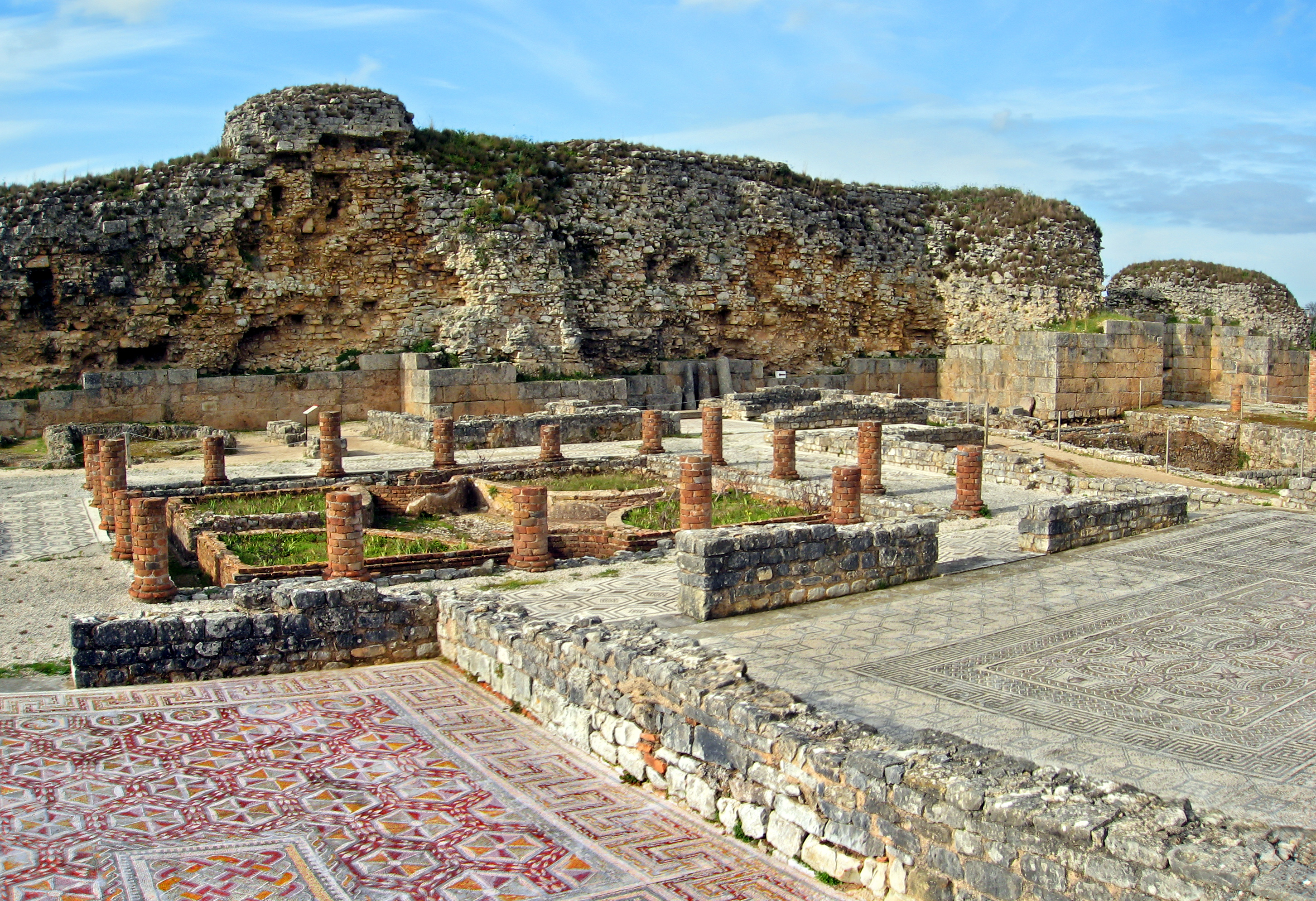
Ruínas de Conímbriga

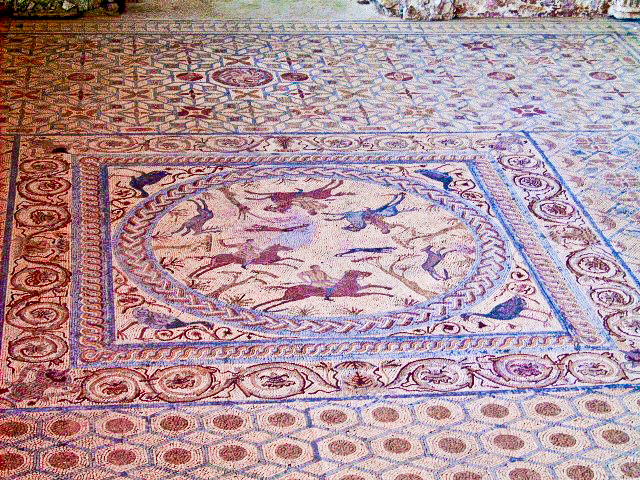
Cavaleiros, um dos elaborados pavimentos revestidos a mosaico de Conímbriga

Uma das características que conseguiu manter o Império Romano unido durante tantos séculos foi a uniformização do modo de vida. Esta uniformização reflete-se por exemplo na língua, o latim, mas também nas artes, nomeadamente na arquitectura, pintura e escultura.

### Arquitectura
À semelhança do que acontecia no resto do império, também no território que hoje corresponde a Portugal, a arquitectura era pragmática e utilitária. A vertente funcional das obras públicas e privadas sobreponha-se à vertente decorativa.
A arquitectura romana divide-se em dois tipos: a arquitectura civil e a arquitectura residencial. Na arquitectura civil destacam-se obras tais como aquedutos, anfiteatros, templos e basílicas. Na arquitectura residencial destacam-se os vários tipos de habitação existentes: domus, insula e villa.

### Pintura
A pintura romana aparece muito ligada à arquitectura pois é um meio de revestir as paredes para não ficarem desprovidas de ornamentação. Eram feitas pinturas a fresco com temáticas muito variadas, desde a natureza morta ao retrato.

### Mosaico
Os mosaicos são uma subdivisão da pintura pois não passam de pinturas feitas com pequenas pedras coloridas em vez de serem pigmentos de tinta. Existem inúmeras aplicações desta técnica em Portugal nomeadamente na Villa de Milreu, no Algarve.

### Escultura
A escultura romana é variada. Os capiteis decorados no cimo das colunas dos templos e também as estátuas que ornamentavam as casas e as fontes.